# پاریس سنت جیمز (جامائیکا)
پاریس سنت جیمز (به لاتین: Saint James Parish) یک منطقهٔ مسکونی در جامائیکا است که در شهرستان کورنوال، جامائیکا واقع شده‌است. پاریس سنت جیمز ۵۹۵ کیلومتر مربع مساحت و ۱۸۴٬۶۶۲ نفر جمعیت دارد.